# Apollonia (Albania)
Apollonia (in greco antico: Ἀπολλωνία?, Apollōnía), detta anche Apollonia presso Epidamno (in greco antico: Ἀπολλωνία κατ᾿ Ἐπίδαμνον?, Apollōnía kat' Epídamnon o Ἀπολλωνία πρὸς Ἐπίδαμνον, Apollōnía pròs Epídamnon) o Apollonia d'Illiria per distinguerla dalle città omonime, è una città antica dell'Albania sud-orientale sita nei pressi del villaggio di Pojan, nel comune di Fier nell'omonima prefettura.
Abitata inizialmente dai taulanti, la città fu poi rifondata nel VI secolo a.C. come colonia dai dori di Corcira e Corinto. Occupata da Pirro, la città si consegnò poi alla Repubblica romana nel 299 a.C., insieme a Corcira ed Epidamno. Nel corso degli anni mantenne una grande importanza, anche grazie alla realizzazione della via Egnatia dopo la quarta guerra macedonica, che la collegava a Tessalonica e poi a Costantinopoli. Successivamente la città è divenuta sede di una diocesi della Chiesa cattolica (divenuta poi solo sede titolare) ed è considerata sede secondaria della metropolia di Apollonia e Fier della Chiesa ortodossa autocefala albanese. I pochi abitanti rimasti si rifugiarono su una collina e vi fondarono il monastero di Ardenica.
Le rovine di Apollonia, già note a Ciriaco d'Ancona, furono riscoperte nel XVIII secolo ma i primi scavi furono effettuati solo a partire dal 1924 grazie ad un'equipe francese guidata dall'archeologo Léon Rey. Dopo questa prima campagna di scavi fu inaugurato il Museo archeologico (inizialmente a Valona, trasferito nel secondo dopoguerra ad Apollonia) mentre dal 2003 l'intero sito della città è parte del Parco archeologico di Apollonia, che si estende per circa 140 ettari (il secondo parco archeologico del paese per estensione dopo Oricum).

## Storia

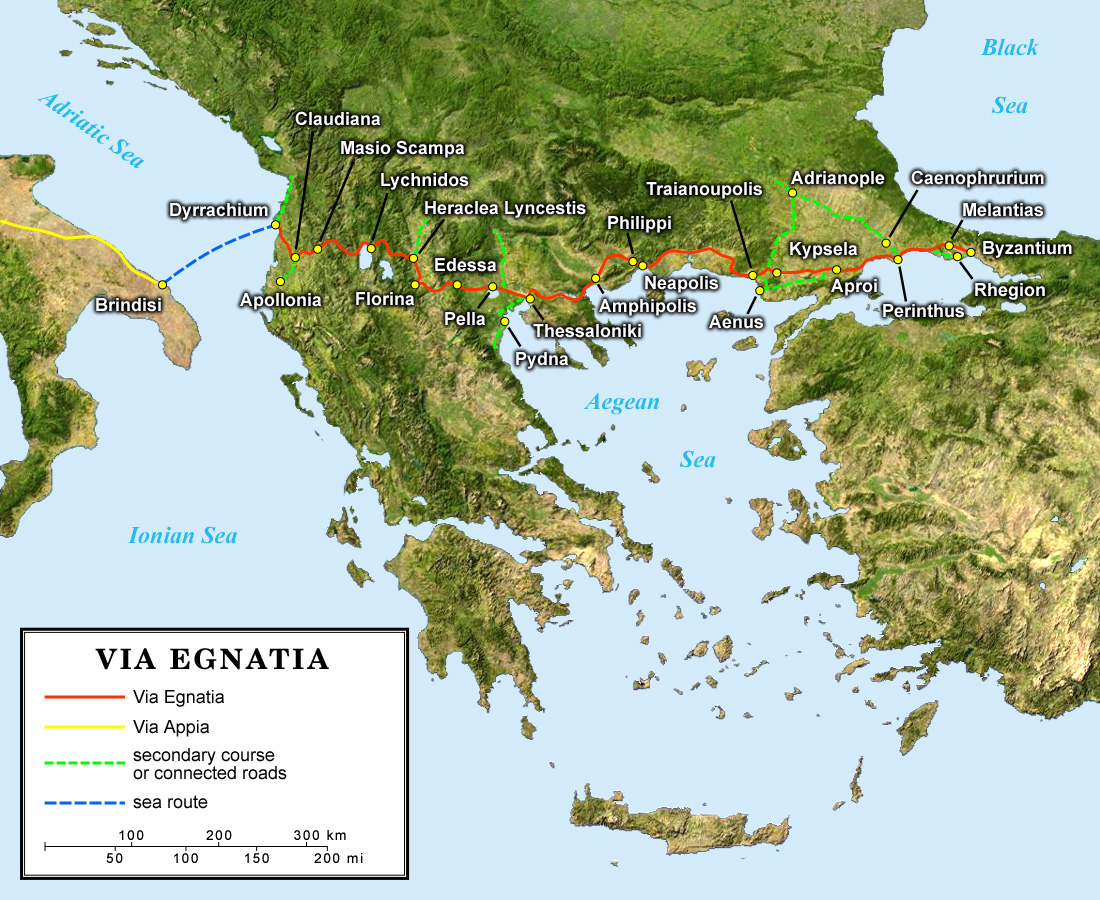
La Via Egnatia.

### Tra Greci ed Illiri
Il primo insediamento avvenne ad opera dei Taulanti, una tribù dell'Illiria.
Fu fondata nel 588 a.C. come colonia dorica di Corfù, con la partecipazione anche di coloni provenienti da Corinto. Fu una base importante di commercio con i coloni Greci di Kerkyra (Corfù, odierna Grecia) e Corinto e fu probabilmente la più importante città, tra quelle conosciute con il nome di Apollonia (Απολλωνiα).
Come era consueto nella colonizzazione greca, prima della fondazione il luogo era già usato come emporio dai commercianti di Corinto. Il nome originale della città sembra che fosse Gylaceia dal suo fondatore, un certo Glyax, ma il nome fu poi modificato in onore del dio Apollo.
Aristotele considerò Apollonia come un importante esempio di oligarchia, poiché i discendenti dei coloni greci controllavano la città, e la numerosa popolazione per la maggior parte di origine Illirica.
La città divenne ricca grazie al commercio degli schiavi e sull'agricoltura, come pure il suo porto che si dice poteva contenere fino a 100 navi. Apollonia, come Dyrrachium poco più a nord, era un importante porto, il più vicino alla costa italica ed a Brundusium, peraltro punto di partenza della Via Egnatia che conduceva fino a Thessaloniki e Byzantium in Tracia. Aveva la sua propria zecca, che coniava monete trovate lontano, fino al fiume Danubio.

### Sotto l'influenza epirota ed il dominio romano

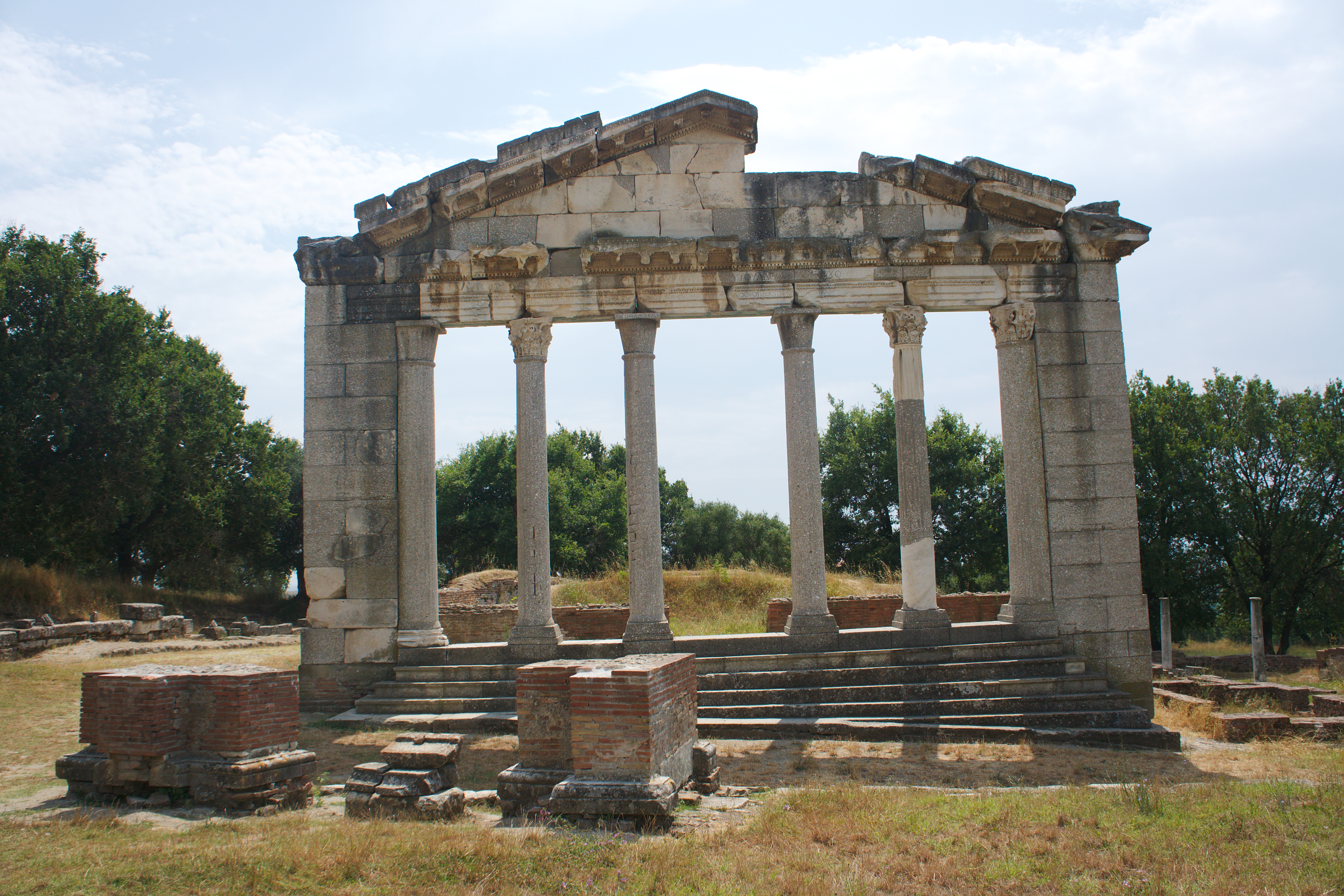
L'Acropoli

La città era inclusa nei domini di Pirro, re dell'Epiro. Nel 229 a.C. fu posta sotto il controllo della Repubblica romana. Fu occupata nel 168 a.C. dal re degli Illiri Genzio, sconfitto poco dopo dai Romani insieme all'alleato macedone Perseo, re di Macedonia. Nel 148 a.C. Apollonia divenne parte della provincia romana di Macedonia, più tardi incorporata nella provincia romana dell'Epiro. Durante la guerra civile tra Pompeo Magno e Cesare aiutò il secondo, ma si consegnò a Marco Giunio Bruto nel 48 a.C. Il primo imperatore romano Augusto compì alcuni studi in Apollonia nel 44 a.C. con il maestro Atenodoro di Tarso, e qui ricevette la notizia che il patrigno, Cesare, era stato assassinato. Apollonia fiorì sotto l'impero romano come ci racconta lo stesso Marco Tullio Cicerone nelle sue Filippiche, definita magna urbs et gravis, vale a dire grande ed importante città.

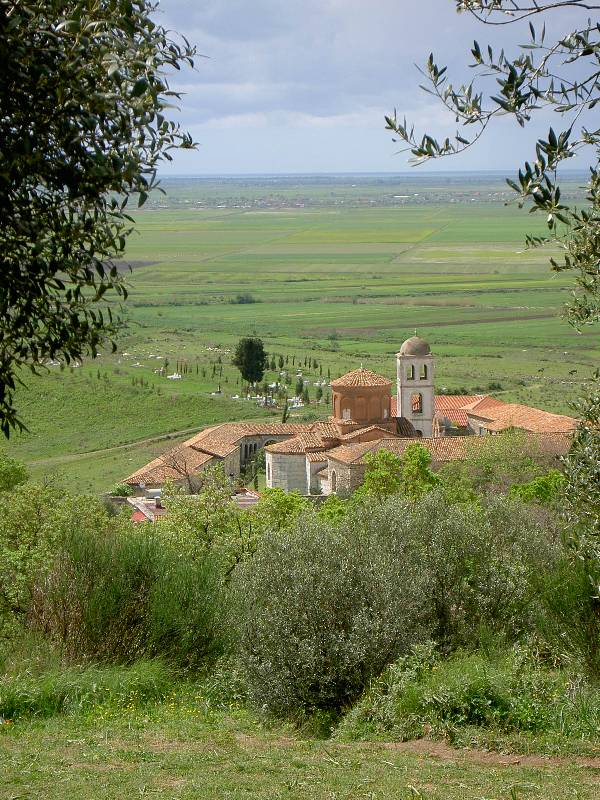
Il monastero di Ardenices e la chiesa di Shën Mëri (Santa Maria), ad Apollonia.

Il suo declino cominciò nel III secolo, quando un terremoto cambiò il corso del fiume Voiussa, causando al porto problemi di navigabilità e nelle zone circostanti casi di malaria. Il cristianesimo cominciò ad essere presente nella città fin dai primordi, e l'arcivescovo di Apollonia fu presente al Concilio di Efeso del 431 ed a quello di Calcedonia del 451. Comunque la città cominciò a svuotarsi in questo periodo per il continuo e progressivo sviluppo della vicina città di Valona, divenuta ora più importante.
Con la fine dell'antichità la città ridusse sempre più la sua popolazione, ospitando una piccola comunità di Cristiani che nel XIII secolo costruì sopra la collina, che faceva parte probabilmente della vecchia città, il monastero di Ardenica intorno alla chiesa di Santa Maria di culto ortodosso dedicata a Maria, la madre di Gesù.

## Archeologia del sito
Il primo a rendersi conto della localizzazione dell'antica Apollonia fu Ciriaco d'Ancona, che ne descrisse nel 1435 i resti e le iscrizioni.
La città fu poi "riscoperta" con il movimento del Neoclassicismo europeo del XVIII secolo, benché non fu indagata da archeologi austriaci prima dell'occupazione del 1916-1918. I primi scavi furono seguiti da un'équipe francese negli anni 1924-1938 e parte del sito fu danneggiato durante la Seconda guerra mondiale. Dopo la guerra nuovi scavi furono condotti da esperti albanesi a partire dal 1948, benché molto del sito archeologico non sia stato ancora scavato ai giorni nostri. Molti degli oggetti trovati sono stati trasportati nel museo della capitale, Tirana. Durante il periodo di anarchia che seguì la fine della dittatura in Albania nel 1990, molti dei beni archeologici, manufatti e rovine, furono trafugati per essere venduti a ricchi mercanti e collezionisti occidentali all'estero. Dal 1996 il sito archeologico di Apollonia è al centro di uno studio dell'Università di Cincinnati (USA) "Progetto Archeologico Regionale Mallakastra" per indagare la storia dell'insediamento preistorico e storico e l'uso del territorio in Albania centrale, in una zona centrata sulla colonia greca di Apollonia. Dal 2011 è stato riaperto il Museo archeologico di Apollonia, che raccoglie molti reperti ritrovati durante gli scavi.